# Eric Hobsbawm
Eric John Ernest Hobsbawm (Aleksandrija, 9. lipnja 1917. – London, 1. listopada 2012.), britanski povjesničar.
Eric Hobsbawm je bio jedna od istaknutijih ličnosti britanskog društva - bio je povjesničar i političar i može se slobodno reći jedan od glavnih «lijevih» autoriteta u Ujedinjenom Kraljevstvu. Njegov povjesničarski opus baziran je na marksističkoj historiografiji. Bio je dugogodišnji član Komunističke partije Velike Britanije i Udruženja povjesničara komunističke stranke (Communist Party Historians Group).
Kao povjesničar proučavao je razvoj tradicija u pojedinim društvima i njihov utjecaj u konstrukciji nacija-država. Također je mnogo proučavao industrijsku revoluciju i Francusku revoluciju.
Bio je predsjednik londonskog sveučilišta Birkbeck od 2002. godine, pa sve do svoje smrti.
U privatnom je životu bio veliki ljubitelj jazz glazbe i mnogo je pisao kao glazbeni kritičar te vrste glazbe.
Bio je poliglot i govorio je pet jezika: engleski, njemački, francuski, španjolski i talijanski. Uz to, znao je čitati još tri: nizozemski, portugalski i katalonski.

## Život Erica Hobsbawma
Eric John Earnest Hobsbawm CH (kraće: Eric Hobsbawm) rođen je u Aleksandriji  u Egiptu 9. lipnja 1917. godine, dakle za vrijeme Prvog svjetskog rata.  Sin je Leopolda Percyja Hobsbauma i Nelly Grün, oboje Židova. Greškom pri upisivanju u matične knjige mu je promijenjeno prezime. Odrastao je u Beču i Berlinu, no roditelji su s njime i mlađom sestrom Nancy pričali na engleskom jeziku. Otac mu je umro 1929. godine, a majka dvije godine poslije. Postavši siroče s 14 godina, usvojila ga je obitelj (stric i teta) te se preselio 1933. u London. To je vrijeme kad na vlast u Njemačkoj dolaze nacisti. 
U jeku Drugog svjetskog rata, 1943. godine, prvi se put ženi, s Muriel Seaman, od koje se razvodi 1951. godine. S njom je dobio sina imenom Joshua. Poslije je oženio Marlene Schwarz s kojom je imao dvoje djece; kćer Juliu i sina Andyja.
Slova CH u njegovom imenu označuju da je nosilac titule Order of the Companions of Honour - Red vitezova časti. To je posebna titula u britanskom društvu koju je 1917. ustanovio kralj Đuro V. Može je imati samo 65 ljudi na svijetu, od kojih 45 može biti iz Britanije. Dodjeljuje se za posebna dostignuća u umjetnosti, književnosti, glazbi, znanosti, politici, industriji ili religiji.
Mjeseci provedeni u Berlinu dok je Hitler dolazio na vlast ostavila su na njega trajni utisak, te se pri dolasku u London vrlo brzo priklonio marksistima. Još 1936. godine učlanio se u Komunističku partiju Velike Britanije. Od 1946. do 1956. bio je član Udruženja povjesničara komunističke partije (Communist Party Historians Group).
Godine 1956. otvoreno govori protiv Sovjetskog Saveza i njihove neopravdane i brutalne invazije na Mađarsku.
Radio je za magazin «Marxism Today» u osamdesetim godinama prošlog stoljeća. Također je i podržao transformaciju Laburističke stranke, uviđajući da radnička klasa gubi centralnu ulogu u društvu i da se lijeve stranke moraju promijeniti i okrenuti drugim slojevima društva.
Iako židovskog porijekla, često se identificirao kao Englez, a i otvoreni je protivnik politike izraelskih nacionalista.
Život u ovom dobu opisao je kao «...življenje u isčekivanju apokalipse...». Tvrdi da mu je uzlet Trećeg Reicha ostavio trajni pečat na osobnost. Odmah po dolasku u London htio se učlaniti u komunističku partiju, no ujak ga je savjetovao da pričeka. Mnogi smatraju da mu je partija kao siročetu bila «druga obitelj». No nakon Drugog svjetskog rata počeo je uviđati da partijski komiteti baš i nisu toliko nevini, a imao je i mnogo odbijenica pri nalasku posla; i iz lijevih, centrističkih i desnih krugova. 1947., godinu prije službenog početka hladnog rata zaposlio se na Birkbeck sveučilištu.Za razliku od dobrog broja kolega, nije napustio partiju 1956., a vjerojatno zbog političkih uvjerenja na sveučilištu Birkbeck, na komu je danas profesor emeritus i kojim predsjeda, nije dobio nikakvo promaknuće do 1970.  Nije nigdje uspijevao naći posao iako je kasnije postao poznat i izvan Britanije; to je naime bilo zbog toga što je komunistima bilo teško naći posao nakon 1948.
Mnogo puta je istaknuo da mu je laknulo nakon što je pao Berlinski zid. Međutim, stanje u Rusiji nakon pada komunizma smatra «nevjerojatnom socijalnom i ekonomskom tragedijom». Mnogi mu zamjeraju što je 1994. godine na pitanje: «Da li bi 20 milijuna smrti bilo opravdano da su stvoili komunističku utopiju?», odgovorio sa: «Da.». Nikad nije zanijekao tu izjavu, no tvrdi da je svojim brojnim istupima napisima po knjigama i medijima dao do znanja da se ne slaže, niti se slagao s brutalnim Staljinovim režimom. 
Pohađao je gimnazije u Berlinu i Londonu i diplomirao povijest na Cambridgeu. 1947. godine zaposlio se na sveučilištu Birkbeck kao predavač, gdje je tek 1970. primljen za redovnog profesora. U šezdesetima je bio gost profesor na Stanfordu.

## Rad i djela
Eric Hobsbawm spada u red najvećih ne samo markističkih povjesničara, nego u red najvećih živućih britanskih povjesničara uopće. Jedan je od najvažnijih povjesničara u sferi društvene povijesti (koju je smatrao sintezom) i jedan od najplodonosnijih britanskih povjesničara koji su s približili Social history-ju. 
Za Hobsbawma se često govori da je znao «drukčije» čitati Marxa od ortodoksnih marksista. Pionir je socijalne povijesti. On povijesnu znanost smatra skupom dimenzija koje treba istražiti različitim poddisciplinama. On također smatra da se treba istraživati i aspekt njihove povezanosti kako bi se izašlo na put povijesti društva (History of society). Bio je razočaran nemogućnošću spajanja i brojnošću raznih povijesnih struja koje su rezultirale nedostatkom djela koja bi se mogla identificirati kao History of society.
Međunarodnu je pozornost na sebe skrenuo djelima o 19. stoljeću (iako je pisao i o 18. i primitivnijim društvima), ponajviše o razdoblju revolucija (1789. – 1848.). Najviše je pozornosti dao «dvojnoj revoluciji»; razdoblju Francuske revolucije i industrijske revolucije u Velikoj Britaniji te njihovom sveobuhvatnom utjecaju na svekoliki raspon događanja. Također; o njihovom međusobnom odnosu, o prouzrokovanom mijenjanju društvene strukture, te o utjecaju na europske i druge regije. On razrađuje ekonomske, političke, socijalne i kulturne događaje otvarajući nove vidike i pružajući brojna nadahnuća za inovacije. Model dvojne revolucije preuzeli su brojni povjesničari koji se bave pitanjem refleksije dvojne revolucije na društvo te o pojavi djelomične revolucije ili izostanka te iste revolucije. 
Njegovo je najprevođenije djelo ipak «Age of Extremes» (hrv. "Doba ekstrema"), do sad prevedeno na trideset i devet jezika.
Hobsbawm je dao u svojim djelima puno prostora pobunjeničkim skupinama iz prošlosti. To su za njega bili oblici organiziranog kriminala, vjerske sekte, tajna i polutajna društva, seljački pokreti i djelovanje gradske svjetine. Neki su ga optuživali za «kontrarevolucionarno skretanje». No on se branio tvrdivši da su ti nepolitički pokreti ustvari predpolitički pokreti. On je smatrao da su ljudi na takav način u prošlosti promovirali «političku svijest» za široke mase društva i da su to manje ili više sve bili razni društveni pokreti. On nastoji objasniti uzroke sukoba i kolektivnih akcija, njihove motivacije i ciljeve. Taj se njegov koncept smatra često naziva «konceptom primitivnih pobunjenika». Kao i svaki drugi marksistički povjesniičar, on stavlja obične ljude u centar pozornosti. U njegovim radovima tvrdio je da je nemoguće u potpunosti proučavati obične ljude u razdobljima prije 18. stoljeća i velikih masovnih pokreta.
Njegova se orijentacija može smatrati strukturalnom jer obuhvaća socijalne, političke i ekonomske strukture, pritom vodeći računa o događajima i akcijama pojedinaca i grupa, uviđajući sve akcije društvenih cjelina u njihovom međusobnom odnosu. Kao i ostali marksistički britanski povjesničari kritizira strukturalizam i ekonomski redukcionizam. No tamo postoji struja koja je socijalno-kulturno usmjerena i koja na čelu s Edwardom Thompsonom (jednim od najvećih povjesničara današnjice), koji koristi historiju «odozdo» proučavajući iskustva pokreta, malih grupa, ali i pojedinaca posebno zanima Erica Hobsbawma.
1948. je pisao o statusu radnika. 1959. je izdao svoju prvu knjigu: "Primitive Rebels : studies in archaic forms of social movement in the 19th and 20th centuries" - (Primitivni pobunjenici: studije arhaičnih oblika društvenog pokreta u 19. i 20. stoljeću). 1968. mu izlazi The Age of Revolution : Europe 1789-1848. - (Doba revolucije: Europa 1789. – 1848.). Uskoro mu izlaze:  Industry and Empire (1968.) - (Industrija i imperij) i  Bandits (1969.) - (Banditi). 1971. je tvrdio da je sazrelo vrijeme za razvoj socijalne historiije, no uskoro se razočarao. 1975. mu izlazi djelo The Age of Capital, 1848. – 1875. - (Doba kapitala, 1848. – 1875.), a 1987. The Age of Empire - (Doba imperija). Godine 1994. mu izlazi najpoznatije djelo Age of Extremes : the short twentieth century, 1914. – 1991. - (Doba ekstrema: kratko dvadeseto stoljeće, 1914. – 1991.), završavajući kvadripologiju Age - (Doba). Pisao je mnogo, objavio je preko dvadeset knjiga povjesničarske tematike, a pisao je (dio pod pseudonimom) knjige o omiljenoj mu jazz glazbi. Napisao je mnogo eseja i novinskih članaka, o osamnestom i devetnaestom stoljeću, događanjima u dvadesetom, barbarstvima u modernim vremenima, sukobu komunizma i anarhizma, i statusu i problemima radnika, te općenito o društvenoj povijesti iz pera marksista.
U knjizi Age of Extremes daje vrlo oštre osude. One se tiču Staljina i Hruščova, ali također i zapada; te ratova u Vijetnamu. Veću kontroverzu je digao osuđujući i Korejski rat. U knjizi preispituje kraj imperijalizma, propast fašizma, neuspjeh komunizma,  umjetnost, popularnu kulturu, neuspjehe kapitalizma pri čemu koristi mnogo statistike. To mu je najpoznatija i najprevođenija knjiga.